# غيونغجونغ ملك جوسون
غيونغجونغ (경종 | 景宗), (ولد في 20 نوفمبر 1688 (28 أكتوبر بالتقويم القمري) ومات في 11 أكتوبر 1724 (25 أغسطس بالتقويم القمري)) هو الملك العشرين لمملكة جوسون. اسم عائلته هو إي (이 | 李), اسمه يُن (윤 | 昀), عشيرته [الإنجليزية] هي جونجو (전주 | 全州), اسمه الصيني هويسو (휘서 | 輝瑞), اسمه بعد الوفاة هو غيونغجونغ دوغمن إغمو سنين سونهيو الملك العظيم (경종덕문익무순인선효대왕 | 景宗德文翼武純仁宣孝大王).
هو ابن الملك سكجونغ من جانغ هيبن. في السنة السادسة عشر من حكم سكجونغ (1689) تم إصدار مرسوم بأن يصبح الأمير ابناً شرعياً للملك مما زاد الوضع السياسي سوءا (عرفت الحادثة باسم غشا هوانغك [الكورية]). بعد غابسل هوانغك [الكورية] خفضت مرتبة جانغ هيبن ولكن فصيل سورون [الكورية] دعم ولي العهد ضد فصيل نورون [الكورية], بعد تتويج غيونغجونغ ملكاً حدثت مذبحة شنيم ساهوا [الكورية] لفصيل نورون. أصيب الملك سكجونغ بمرض مزمن في 1717 ولذا قرر تتويج غيونغجونغ كملك، وفي 8 يونيو 1720 تدهورت صحة الملك أثناء اغتساله وتوفي بعد ثلاثة أيام في 13 يونيو. ومن 1720 إلى 1722 حكم الملك وحيداً ثم اختار أخاه غير الشقيق يونغجو ليكون ولياً للعهد (وانگسيجي | الأمير الملكي الأخ الخلف | 왕세제 | 王世弟) واستمر الوضع من 1722 إلى 11 أكتوبر 1724 (25 أغسطس بالتقويم القمري). وفي 6 أكتوبر 1724 (20 أغسطس بالتقويم القمري) تعرض الملك لقيء وإسهال شديدين وأصيبت معدته وصدره وتوفي في 11 أكتوبر (25 أغسطس بالقمري).
في الفترة التي تلت وفاة الملك، انتشرت إشاعات عن عملية تسميم استمرت في عهد الملك يونغجو، وازدادت حدتها أثناء تمرد إي إن جوا [الكورية] ولكنها أخمدت في النهاية.

## حياته
ولد الملك غيونغجونغ في 28 أكتوبر 1688. بعد شهرين من ولادته اعترف به كابن أكبر للملك سكجونغ وبسن الثالثة في 1690 أصبح ولياً للعهد. عند موت والدته جانغ هيبن قامت بقطع عضوه التناسلي وأصبح الملك ضعيفاً، وتسبب هذا في قتال بين أعضاء فصيلي نورون وسورون مثل: كم تشانغ جب [الكورية] وكم إل غيونغ [الكورية] بشأن من سيكون مساعداً بديلاً للملك. وانتهى الأمر بمقتل «كم تشانغ جب».
كان الملك مريضاً منذ طفولته، ومع مرض الملك إلا أن الملكة داني من عشيرة شم، والملكة سوني من عشيرة أو فضلتا البقاء معه. حاولت الملكة سوني الأرملة بمساعدة فصيل نورون تزويج الأمير يونغينغ (أخوها في القانون) بامرأة من نسل ولي العهد سوهيون أو الأمير العظيم أنبيونغ من أجل تبنيها ولكنها فشلت. كانت شخصيته خجولة وسهلة الانقياد ولكن بعد الحكم على والدته جانغ هيبن تحولت شخصيته إلى شخصية كئيبة.

## جانغ هيبن الأم والملكة
في سنة 1689 خلعت الملكة إنهيون وحلت جانغ هيبن ملكة مكانها. وعلى العموم لم تستمر جانغ ملكة حيث خفضت مرتبتها إلى هيبن بعد غابسل هوانغك وأعيدت إنهيون لمنصب الملكة، كما أصبح غيونغجونغ ابناً قانونياً للملكة إنهيون بعد تسليمها شؤون ولي العهد. قامت جانغ هيبن في 1701 بعد تخفيض مرتبتها باستخدام السحر للعن الملكة إنهيون، حيث اكتشفت الملكة إنهيون ميتة في مقر سكنها.
من جهة أخرى، جادل البعض بشأن قتل جانغ هيبن للملكة إنهيون وأنها قتلت نفسها. ‹سجلات الملك سكجونغ› السنة 27 من حكم الملك بتاريخ 23 سبتمبر علق أخو الملكة مِن جِن هو (민진후 | 閔鎭厚) بأن الملكة كتبت له «أعراض مرضي غريبة جداً، كما أن الناس متخوفون». ’كعذر‘ ربما استخدمت جانغ هيبن السحر للعن الملكة. وفقاً لما سجل في ‹سجلات الملك سكجونغ› فإن تشوي سكبن (والدة يونغجو) تسللت إلى مقر الملك وأخبرته بما يحدث (لعن جانغ هيبن للملكة). ومع إعدام الملك سكجونغ لجانغ هي جاي (أخو جانغ هيبن) والوصيفة يونغسك فإن نظرية اللعن أصبحت مشهورة. ومع موت الملكة إنهيون بعمر 34 عاماً قرر الملك سكجونغ قتل جانغ هيبن.

## شنسا أغسا
بعمر الأربعين عاماً ماتت السيدة جانغ، في محاولة من ولي العهد لإبقاء والدته حية، قام بسؤال رئيس الوزراء تشوي سوك جونغ (최석정 | 崔錫鼎) من فصيل سورون لإبقاء والدته على قيد الحياة «كيف تدعها تموت بدون أن ترد دينك لها» ولكن إي سي بايك (이세백 | 李世白) مستشار الدولة الثاني من فصيل نورون تنحنح وأبعد نظره عن ولي العهد حيث ذكرت السجلات أن المبرر الذي أعطي لولي العهد للحكم على السيدة جانغ هو أفعالها الجرمية. مباشرة بعد الحكم على جانغ هيبن بدأ السياسيون مشكلة بشأن ولي العهد. خاف فصيل نورون من انتقام ولي العهد لوالدت عند تتويجه وخصوصاً بعدما فعله الملك يونسان عندما توج. في حين دعم فصيل سورون ولي العهد، كان فصيل نورون يدعم ابن تشوي سكبن (الأمير يونينغ) كولي عهد جديد. اقتتال الحزبين بشأن هذه المشكلة أضعف من سلطة العرش التي كان الملك سكجونغ يحاول تقويتها.
في السنة 39 من حكم الملك سكجونغ (في 1713) قام الفصيل صاحب القوة نورون للاحتفال بالذكرى الأربعين من حكم الملك برفع اسم الحكم (존호 | 尊號) لكن الملك سكجونغ أراد التقاعد وهذا ما لم يحدث. في كل يوم كان رئيس الوزراء إي يو (이유 | 李濡) يحضر أتباعه للتجمع في باحة القصر لإلغاء التقاعد. لم يقبل سكجونغ بهذا ولكنه خاف من وقوع مشكلة فتظاهر بالقبول، حيث أقيمت مأدبة كبيرة في شهر مارس حصل خلالها على اللقب: «هيوني·غوانغرين·ييسونغ·يونغريول (현의·광륜·예성·영렬 | 顯義光倫睿聖英烈)». قام فصيل نورون في هذا الوقت بمنع ولي العهد من إحياء ذكرى والدته وبدلاً من ذلك حاولوا إظهار نواياهم بجعل ابن السيدة تشوي (الأمير يونينغ) ولياً للعهد. التوقيت غير المناسب والضغط على الملك سكجونغ جعلاه يوافق على مضض.
في 7 أكتوبر 1701 أصدر الملك سكجونغ مرسوماً ملكياً يقضي بمنع أي محظية من الوصول لمنصب الملكة.

## نظرية التسميم
مات الملك فجأة في 1724. تقول النظرية أن الملك توفي بعد أن أكل من طعام قدمه الأمير يونينغ وكان عبارة عن سرطان البحر، شعر الملك بالألم، وساءت حالته ليموت بعد مدة قصيرة. كان أعضاء فصيل سورون هم المسؤولين عن نشر شائعة تسميم يونغجو لأخيه غيونغجونغ.

## وفاته ومقبرته
حكم لأربع سنين وتوفي في 11 أكتوبر 1728 (25 أغسطس بالتقويم القمري) في قصر تشانغيونغ (창경궁 | 昌慶宮). لم يكن للملك غيونغجونغ ابنٌ ليخلفه. دفن في ويرنغ. الحبل السري للملك (경종의 태실비) مدفون في مقاطعة تشنغتشونغ الشمالية في مدينة تشنغجو في أومجونغميون في غويدونغري.
أعطته تشينغ الصينية لقب الملك غاكغونغ (각공왕 | 恪恭王), وكان اللقب مستخدماً ما عدا في الشؤون الخارجية لتشينغ.

## الأسرة
- الجد من جهة الأب: الملك هيونجونغ (현종) ملك جوسون الثامن عشر (ولد في 1641 ومات في 1674), (حكم من 1659 إلى 1674).
- الجدة من جهة الأم: الملكة ميونغسونغ (명성왕후).
- الأب: الملك سكجونغ (숙종) ملك جوسون التاسع عشر (ولد في 1661 ومات في 1720), (حكم من 1674 إلى 1720).
- أم في القانون: الملكة إنوون.
- الأم: السيدة أكسان، محظية القصر العظيمة (جانغ هيبن).
- الزوجات:
  - الملكة داني من عشيرة شم (단의왕후 심씨 | 端懿王后 沈氏) - بلا أبناء.
  - الملكة سوني من عشيرة أو (선의왕후 어씨 | 宣懿王后 魚氏) - بلا أبناء.

## الممثلون الذين لعبوا دور الملك

### في المسلسلات
- ين تشان [الكورية] - مسلسل دونغ إي (على إم. ب. س. من 22 مارس 2010 إلى 12 أكتوبر 2010).